# Contea di Baxter
La contea di Baxter, in inglese Baxter County, è una contea dello Stato dell'Arkansas, negli Stati Uniti. La popolazione al censimento del 2000 era di 38 386 abitanti. Il capoluogo di contea è Mountain Home.

## Geografia fisica
La contea di Baxter si trova nella parte settentrionale dell'Arkansas. L'U.S. Center Bureau certifica che l'estensione della contea è di 1520 km², di cui 1436 km² composti da terra e i rimanenti 84 km² composti di acqua.

### Contee confinanti
- Contea di Ozark (Missouri) - nord
- Contea di Fulton (Arkansas) - est
- Contea di Izard (Arkansas) - sud-est
- Contea di Stone (Arkansas) - sud
- Contea di Searcy (Arkansas) - sud-ovest
- Contea di Marion (Arkansas) - ovest

## Principali strade ed autostrade
- U.S. Highway 62
- U.S. Highway 412
- Highway 5
- Highway 14

## Storia
La contea di Baxter fu costituita il 24 marzo 1873.

## Città e paesi
| - Big Flat - Briarcliff - Cotter - Gassville | - Lakeview - Mountain Home - Norfork - Salesville |